# Жити, а не існувати
Жити, а не існувати — дебютний альбом українського рок-гурту «Моноліт».
Епіграфом до виходу альбому став кліп «Напролом» знятий у 2009 році.

## Список пісень
| №  | Назва               | Автор слів   | Автор музики          | Тривалість |
| -- | ------------------- | ------------ | --------------------- | ---------- |
| 1  | Жити, а не існувати | К. Гордейчук | К. Гордейчук          |            |
| 2  | Напролом            | К. Гордейчук | Н. Григорьян, Ю.Агеев |            |
| 3  | Де і коли           | К. Гордейчук | К. Гордейчук          |            |
| 4  | Моноліт             | К. Гордейчук | К. Гордейчук          |            |
| 5  | Слава Україні       | К. Гордейчук | Н.Григорьян           |            |
| 6  | Я не вірю у ці сни  | К. Гордейчук | К. Гордейчук          |            |
| 7  | Шлях до мрії        | К. Гордейчук | К. Гордейчук          |            |
| 8  | Дума про сонце      | К. Гордейчук | К. Гордейчук          |            |
| 9  | Монолит (рус.)      | К.Гордейчук  | К.Гордейчук           |            |
| 10 | Тень и свет         | К.Гордейчук  | Н.Григорьян           |            |

## Цікаві факти
- На честь Днів Української Культури в Польщі, на хвилі 92 FM в ротації радіо-станції «Szczecin» (г.Щецин) звучали пісні з цього альбому: Напролом, Слава Україні та  Жити а не існувати!